# 토리타디시에나
토리타디시에나(이탈리아어: Torrita di Siena)는 이탈리아 토스카나주 시에나도에 있는 코무네다. 피렌체에서 남동쪽 80km, 시에나에서 남동쪽 40km 거리에 있다.